# Akon
Akon, właśc. Aliaume Damala Badara Akon Thiam (ur. 30 kwietnia 1973 w Saint Louis) – amerykański raper i piosenkarz R&B. Wylansował przeboje: „Lonely”, „Smack That”, „I Wanna Love You” czy „Right Now (Na Na Na)”.

## Życiorys
Syn perkusisty jazzowego Mora Thiama. Ma senegalskie korzenie.
Pierwsze nagrania z domowego studia trafiły do wytwórni SRC/Universal. Zadebiutował w czerwcu 2004 albumem Trouble, który promował przebojem Lonely. W 2006 wydał album pt. Konvicted, na którym gościnnie wystąpili m.in. Eminem, Styles P czy Snoop Dogg. 24 sierpnia 2007 wystąpił na Coke Live Music Festival 2007. 2 grudnia 2008 wydał album pt. Freedom. W grudniu 2013 roku wylansował przebój "Angel".

## Życie prywatne
Żonaty z Tomeką, z którą ma troje dzieci (Lil'Ali, Mahommed, Jah Jah). Ma także dwoje dzieci z innymi kobietami. Plotki o posiadaniu trzech żon sprostował w wywiadzie dla amerykańskiego magazynu Blender w 2007 roku. Akon deklaruje, że ma świetny kontakt ze wszystkimi dziećmi. Uważa, że jego religia czyni go lepszą osobą.

### Kontrowersje
W 2007 roku został oskarżony o molestowanie nieletniej dziewczyny. Zajście miało miejsce w klubie w Trynidadzie i Tobago. Raper podczas koncertu symulował stosunek płciowy z 14-latką. Cały incydent sfilmowano i udostępniono w Internecie. W odpowiedzi na całe zajście Verizon Wireless zaprzestało sponsorowania trasy koncertowej artysty - "The Sweet Escape Tour". Universal Music Group usunęła film z sieci, jednak nie podjęła żadnych działań przeciwko muzykowi. Odniósł się do tego incydentu w utworze "Sorry, Blame It On Me", w którym przeprasza wszystkich za całe zdarzenie oraz podkreśla, że klub był dla osób pełnoletnich, a on nie znał wieku dziewczyny.

## Dyskografia
- Trouble (2004)
- Konvicted (2006) – złota płyta w Polsce[9]
- Freedom (2008)
- El Negreeto (2019)
- Akonda (2019)
- Konnect (TBC)
- The Konnection (TBC)